# بیوک اسکای‌هاوک
بیوک اسکای‌هاوک (Buick Skyhawk) خودرویی است که در سال‌های ۱۹۷۴ تا ۱۹۸۹تولید شده‌است. این خودرو به دلیل طراحی زیبا شناخته می‌شود 